# Grunde Njøs
Grunde Njøs (ur. 20 czerwca 1967 w Trondheim) – norweski łyżwiarz szybki, zawodnik klubu Leinstrand Idrettslag.

## Kariera
Największe sukcesy w karierze Grunde Njøs osiągał w sezonie 1994/1995, kiedy zajął trzecie miejsce w klasyfikacji końcowej Pucharu Świata na 500 m. Wyprzedzili go jedynie dwaj Japończycy: Hiroyasu Shimizu i Manabu Horii. W zawodach PŚ zadebiutował 25 listopada 1989 roku w Berlinie, zajmując dziesiąte miejsce w biegu na 500 m. Pierwsze podium wywalczył 15 stycznia 1994 roku w Davos, gdzie na tym samym dystansie był drugi za Rosjaninem Siergiejem Klewczenią. Później jeszcze jedenaście razy stawał na podium, odnosząc przy tym dwa zwycięstwa: 10 grudnia 1995 roku w Oslo  i 11 stycznia 1997 roku w Milwaukee był najlepszy na swym koronnym dystansie. Nigdy nie zdobył medalu na międzynarodowej imprezie, jego najlepszym wynikiem było czwarte miejsce na 500 m podczas dystansowych mistrzostw świata w Nagano w 2000 roku. Walkę o medal przegrał tam z Jeremym Wotherspoonem z Kanady. Był też między innymi piąty na sprinterskich mistrzostwach świata w Milwaukee w 1995 roku. W 1994 roku wystąpił na igrzyskach olimpijskich w Lillehammer, zajmując siódme miejsce na 500 m i upadając w biegu na 1000 m. Na rozgrywanych cztery lata później igrzyskach w Nagano Norweg upadł w biegu na 500 m, a na dwukrotnie dłuższym dystansie był czternasty. Wystąpił także na igrzyskach olimpijskich w Salt Lake City w 2002 roku, jednak na obu dystansach plasował się w czwartej dziesiątce. W 2003 roku zakończył karierę.